# Barbed Wire Sandwich
Albums de Black Cat Bones
aucun aucun
Barbed Wire Sandwich est le seul album du groupe de blues rock Black Cat Bones, enregistré en 1969 en Angleterre.

## Liste des morceaux
1. Chauffeur : 5:15
2. Death Valley Blues : 3:52
3. Feelin' Good : 4:58
4. Please Tell Me Baby : 3:10
5. Coming Back : 2:32
6. Save My Love : 4:50
7. Four Women : 5:09
8. Sylvester's Blues : 3:45
9. Good Lookin' Woman : 7:16

## Personnel
- Brian Short : chant
- Stuart Brooks : basse
- Derek Brooks : guitare
- Rod Price : guitare
- Phil Lenoir : batterie